# Tatsuji Nojima
Tatsuji Nojima (japanisch: 野島 達司; * 13. Oktober 1998 in Suginami, Tokio) ist ein japanischer Filmtechniker für visuelle Effekte.

## Leben und Wirken
Bereits in seiner Kindheit konnte sich Nojima für Filme wie Zurück in die Zukunft und Fluch der Karibik begeistern und entdeckte sein Interesse für visuelle Effekte beim Film. 2019 kam er als Composer zu der auf Animation und visuelle Effekte spezialisierten Produktionsfirma Shirogumi. Dort arbeitete er an zahlreichen Werbespots, Musikvideos und Filmen, unter anderem an Stand by Me Doraemon 2. Durch die von ihm mithilfe von Simulationen für Flüssigkeiten und Explosionen erzeugten Effekte wurde der Regisseur Takashi Yamazaki auf ihn aufmerksam. Bei dessen Film Godzilla Minus One war Nojima für die groß angelegten Ozeansimulationen zuständig. Für diese Arbeit wurde er 2024 gemeinsam mit Kiyoko Shibuya, Masaki Takahashi und Takashi Yamazaki mit einem Oscar in der Kategorie Beste visuelle Effekte ausgezeichnet.

## Filmografie
- 2017: Kodoku: Meatball Machine
- 2018: Code Blue: The Movie
- 2019: Yamato – Schlacht um Japan
- 2020: Stand By Me Doraemon 2
- 2021: Kinema no Kamisama
- 2022: Ghost Book Obakezukan
- 2023: Godzilla Minus One